# Ignacio Jáuregui
Ignacio Jáuregui (Guadalajara, 31 luglio 1938) è un allenatore di calcio ed ex calciatore messicano, di ruolo difensore.